# Tamagawa (Osaka)

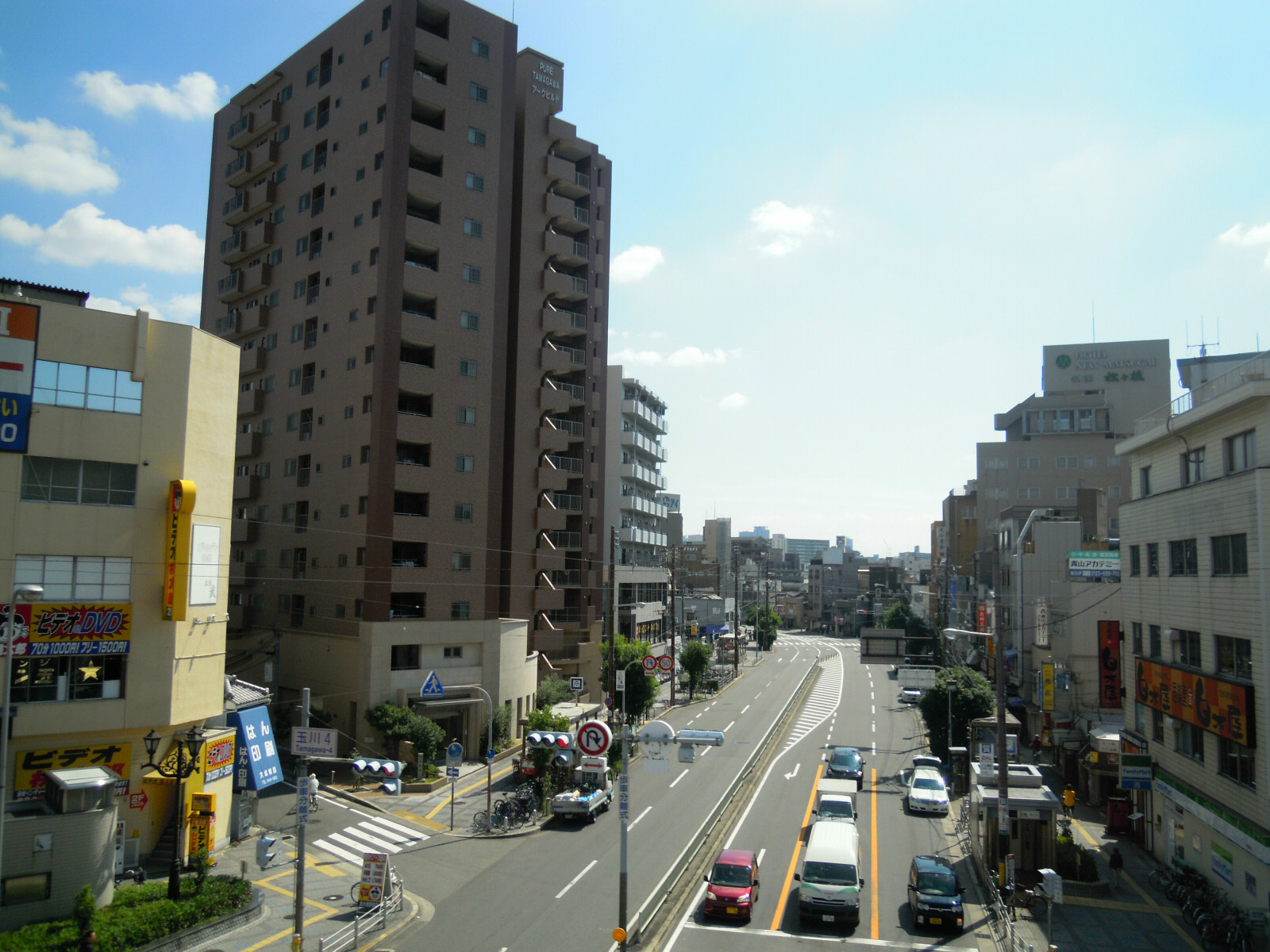
Carrer de Tamagawa

Tamagawa (玉川) és un barri del districte urbà de Fukushima, a la ciutat d'Osaka, capital de la prefectura homònima, a la regió de Kansai, Japó.

## Geografia
El barri de Tamagawa es troba localitzat al sud-est del districte de Fukushima, al centre de la ciutat d'Osaka. Limita amb els barris de Noda al sud-oest, amb Yoshino al nord-oest, amb Fukushima al nord-est i a l'est amb Nakanoshima, al districte de Kita.

### Sub-barris
El barri compta amb quatre sub-barris:
- Tamagawa 1 chōme (玉川一丁目)
- Tamagawa 2 chōme (玉川二丁目)
- Tamagawa 3 chōme (玉川三丁目)
- Tamagawa 4 chōme (玉川四丁目)

## Història
L'àrea on actualment es troba el barri va formar part del poble de Noda, al ja desaparegut districte de Nishinari, que va passar a formar part del districte osaquenc de Kita el 1897, per a passar finalment a Fukushima quan aquest districte va esser creat el 1943. El nom del barri que en català vol dir "riu Tama" es creu que fa referència a una xicoteta desviació del riu Dōjima per la zona.

## Demografia
| 1920 | 1930  | 1940  | 1950  | 1960 | 1970 | 1980 |
| ---- | ----- | ----- | ----- | ---- | ---- | ---- |
| ND   | ND    | ND    | ND    | ND   | ND   | ND   |
| 1990 | 2000  | 2010  | 2020  | 2030 | 2040 | 2050 |
| ND   | 5.841 | 7.200 | 7.683 | -    | -    | -    |

## Transport

### Ferrocarril
Al barri de Tamagawa no hi ha cap estació de ferrocarril. L'estació de Tamagawa, del metro d'Osaka, pertany al barri de Yoshino.

### Carretera
- Autopista Hanshin
- Nacional 2